# 레바논의 기독교
| 레바논의 기독교 종파 (2012년) | 레바논의 기독교 종파 (2012년) | 레바논의 기독교 종파 (2012년) | 레바논의 기독교 종파 (2012년) | 레바논의 기독교 종파 (2012년) |
| ----------------------------- | ----------------------------- | ----------------------------- | ----------------------------- | ----------------------------- |
| 기독교 종파                   |                               |                               | %                             |                               |
| 마론파 가톨릭                 | 마론파 가톨릭                 |                               | 52.5%                         | 52.5%                         |
| 그리스 정교회                 | 그리스 정교회                 |                               | 20%                           | 20%                           |
| 멜키트 가톨릭교회             | 멜키트 가톨릭교회             |                               | 12.5%                         | 12.5%                         |
| 아르메니아 정교회             | 아르메니아 정교회             |                               | 10%                           | 10%                           |
| 개신교                        | 개신교                        |                               | 2.5%                          | 2.5%                          |
| 그 외 기독교 소수 종파        | 그 외 기독교 소수 종파        |                               | 2.5%                          | 2.5%                          |

레바논의 기독교는 오래되고 지속적인 역사를 지녔다. 성경상의 구절들에서 베드로와 바울로 등이 고대 안티오키아 총대주교구 소속이 된 페니키아인들에게 복음을 전파했다라고 주장한다. 기독교는 전통 신앙자들이 개종에 반대함에 따라 서서히 레바논에서 전파되었지만, 최종적으로는 나라 전역에 전파됐다. 이슬람의 지배가 수 세기간 이어진 뒤에도, 레바논의 기독교는 레바논산의 주도적인 종교 지위를 유지하였고 나라 곳곳에 상당한 지역 사회들을 두었다.
2015년의 한 연구는 레바논 기독교인 2,500명이 이슬람교도 조상을 두고 있지만 레바논 기독교인들의 대다수는 최초의 초기 기독교인들의 직계 후손들이라는 결과를 내놓았다.
마론파 가톨릭교도와 드루즈교도 등은 비록 레바논산 무타사르리프령 내 마론-드루즈 이원주의 체제로 알려진 정부 사회 조직이긴 하였지만 19세기에 오늘날의 레바논을 건국했다. 레바논은 전체 전체 인구에서 34%에서 40% 사이로, 각각 10%를 차지하는 이집트와 시리아 다음으로 중동 국가 중에 가장 높은 기독교인 비중을 띠고 있다.

## 역사

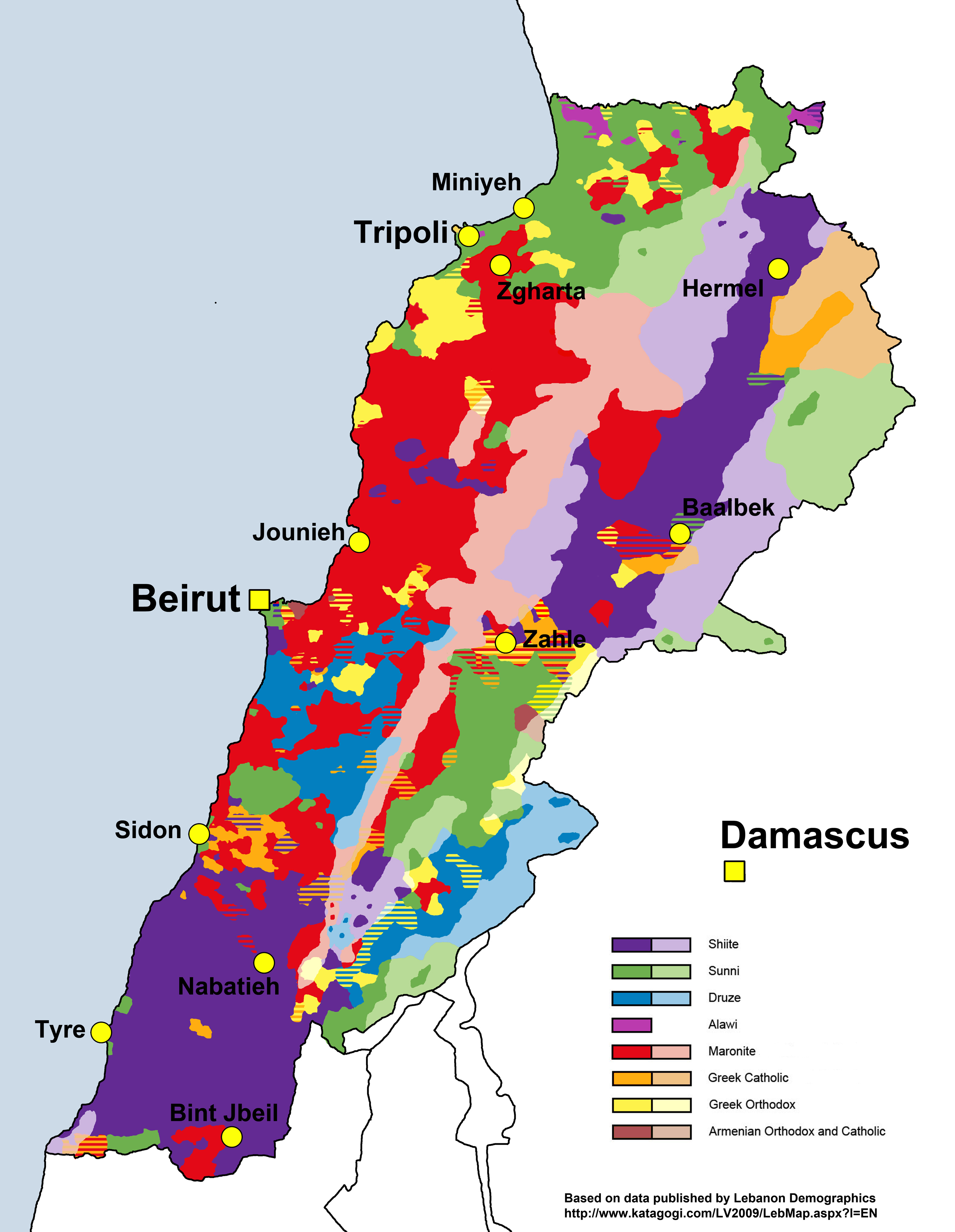
2009년 지자체 선거 자료에 따른 레바논의 종교 집단 분포.

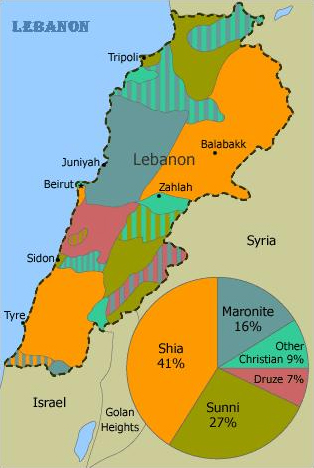
GlobalSecurity.org.의 지도를 기반으로 한 1991년의 추정치 레바논의 주요 종교 집단. 이 당시 기독교인들의 다수가 전쟁을 피해 도피했다.

기독교가 레바논 땅에 이르기 이전, 예수 그리스도가 티레 인근 레바논 남부 지역을 방문했었고 성경에서 전하길 그가 그곳에서 귀신 들린 가나안 아이를 치료했다고 한다. 레바논의 기독교는 이방인(비유대교인) 기독교 신앙 그 자체만큼이나 오래되었다. 초기 기록들은 성 베드로가 옛 안티오키아 총대주교구 소속의 세례를 받은 페니키아인일 가능성을 결부시켰다. 바울로 역시도 티레와 시돈의 기독교인들과 오래 머물며, 레바논에서 기독교 신앙을 전하였다. 기독교가 서기 1세기 이후 레바논에 전해지기는 했으나, 그 전파는 아주 늘렸고, 특히나 산악지대에서는 전통 신앙이 완고하였다.
레바논 기독교의 반론의 여지가 없는 아주 이른 전통은 그리스/동방/안티오키아 정교회 기원이자 마론파의 민족적 그리고 종교적 창립자인 서기 4세기 성 마론으로 거슬러 올라갈 수 있다. 성 마론은 홈스–시리아와 근접한 오론테스강변의 금욕적이고 은둔적인 생활을 받아들이고 수도사 지역 사회를 만들어 주변 지역에 복음을 전파하기 시작했다. 신앙, 전례, 의례, 종교서, 전승 등을 미루어 볼 때, 마론 교도들은 동방 교회의 기원을 갖고 있다. 성 마론 수도원은 그곳의 수도사들에게 자유와 자치권을 부여하기에는 안티오키아와 너무 가까웠기에 이것이 초대 총대주교 성 요한 마론으로 하여금 유스티니아누스 2세의 박해를 피해 자신들의 수도사들을 데리고 레바논산맥으로 이끌고, 결국에는 콰디샤계곡에 정착하게끔 하였다. 그럼에도, 마론파의 영향력은 레바논산맥 전역으로 퍼져나갔고 상당한 봉건 세력으로 부상했다. 마론파의 존재는 십자군 전쟁까지 서방 세계에 대부분 무시되었다. 16세기에 들어, 마론 교회는 가톨릭교회의 교리를 받아들였고 바티칸 교회와 관계를 재확립했다. 게다가, 로마 교회에서는 마론 교회인들을 라틴 교회화하기 위해 레바논으로 프란치스코회, 도미니코회, 후대에는 예수회 선교사들을 파견하였다.
드루즈교도와 기독교인들의 관계는 조화와 평화로운 공존으로 특정 지어지고 있으며, 두 집단 간의 우호적인 관계는 1860년 레바논산 내전을 포함한 특정 시기를 제외하면 역사 기간 내내 만연하였다.
격동의 역사로 인해, 마론 교회인들은 동시대의 이슈들에 대해 자신의 의견을 전하는 마론 교회의 대주교에 의해 주도된, 레바논산맥과 계곡 일대의 은둔적인 정체성을 형성하였다. 이들은 스스로를 이슬람교도가 우세적인 아랍 세계와 구분되는 종교와 문화를 지닌 독특한 지역 사회라고 여긴다. 마론 교회인들은 레바논의 국가로서의 정의와 건국에 있어 중요한 역할을 하였다. 대레바논이라는 현대 국가는 제1차 세계대전 이후 프랑스로 파견한 대표단을 주관하였고 완전한 레바논 공국 (레바논 에미르국, 1515년-1840년)의 재건설을 요청했던, 레바논 대주교 엘리아스 페테르 호아예크가 이끈 야심적인 마론파 지도자들의 선동으로 1920년에 프랑스에 의해 탄생하였다. 레바논 건국으로, 아랍 민족주의는 레바논의 지중해와 페니키아의 유산을 강조하던 레바논 민족주의에 압도당하고 말았다. 마론교도 대통령 브라 엘쿠리와 수니파 교도 수상 리아드 알 솔 간의 성문화 되지 않은 신사협정인 국민 협약에 따라, 레바논의 고위 정치 직위들은 레바논의 종교 교파에 따라 분배되었다. 이에 따라서, 레바논 공화국의 대통령은 항상 마론 교도여야만 한다. 추가적으로, 이 협약에서는 레바논이 아랍 정체성이 아닌 '아랍적 면목'을 띠는 국가라 밝히고 있다.

## 인구
다음 백분율은 추정치일 뿐이다. 1932년이 레바논에서 이뤄진 마지막 인구 조사이기에, 정확한 인구 통계를 내기란 쉽지 않다.
레바논은 중동의 어느 국가들보다도 기독교도인들의 비중이 가장 높지만, 그 비중의 정확한 규모는 수 년간 논란의 대상이다. 한 추측에 따르면 2012년을 기준으로 레바논 인구 내 기독교인의 비중이 40.5%라고 한다. 좀 더 최근인, 2018년에 CIA 월드 팩트북은 기독교인이 레바논 인구의 33.7%를 차지한다는 추치를 내렸다.
가톨릭교회와 완전한 상통관계에 있는 동방 가톨릭교회인 마론 교회가 레바논의 기독교인 중에 가장 크고 정치적으로도 가장 활발하며 영향력 있는 교파이다. 가톨릭교회는 마찬가지로 멜키트 가톨릭교회를 비롯한 다른 동방 가톨릭 교회들도 포함한다. 동방 정교회가 레바논의 기독교인 중 두 번째 규모를 이루고 있다. 아르메니아 사도교회 역시도 레바논 내 기독교인 중 많은 비중을 차지한다.
그 외 여섯 소규모 기독교 종파는 소수의 아시리아계 교파들 (시리아 정교회, 시리아 가톨릭교회, 아시리아 동방교회, 칼데아 가톨릭교회)이라 여겨진다.
레바논 의회에서, 기독교인들은 레바논의 이슬람교도들에게 64석이 배정된 가운데 모두 합하여 64석을 가지고 있다. 마론파에 34석이 할당되어 있고, 동방 정교회에는 14석, 멜키트에는 8석, 아르메니아 사도교회에는 다섯, 아르메니아 가톨릭교회에 하나, 개신교에 하나, 그 외 기독교 소수 종파들에 하나가 배정되어 있다.

## 레바논의 교회와 수도원

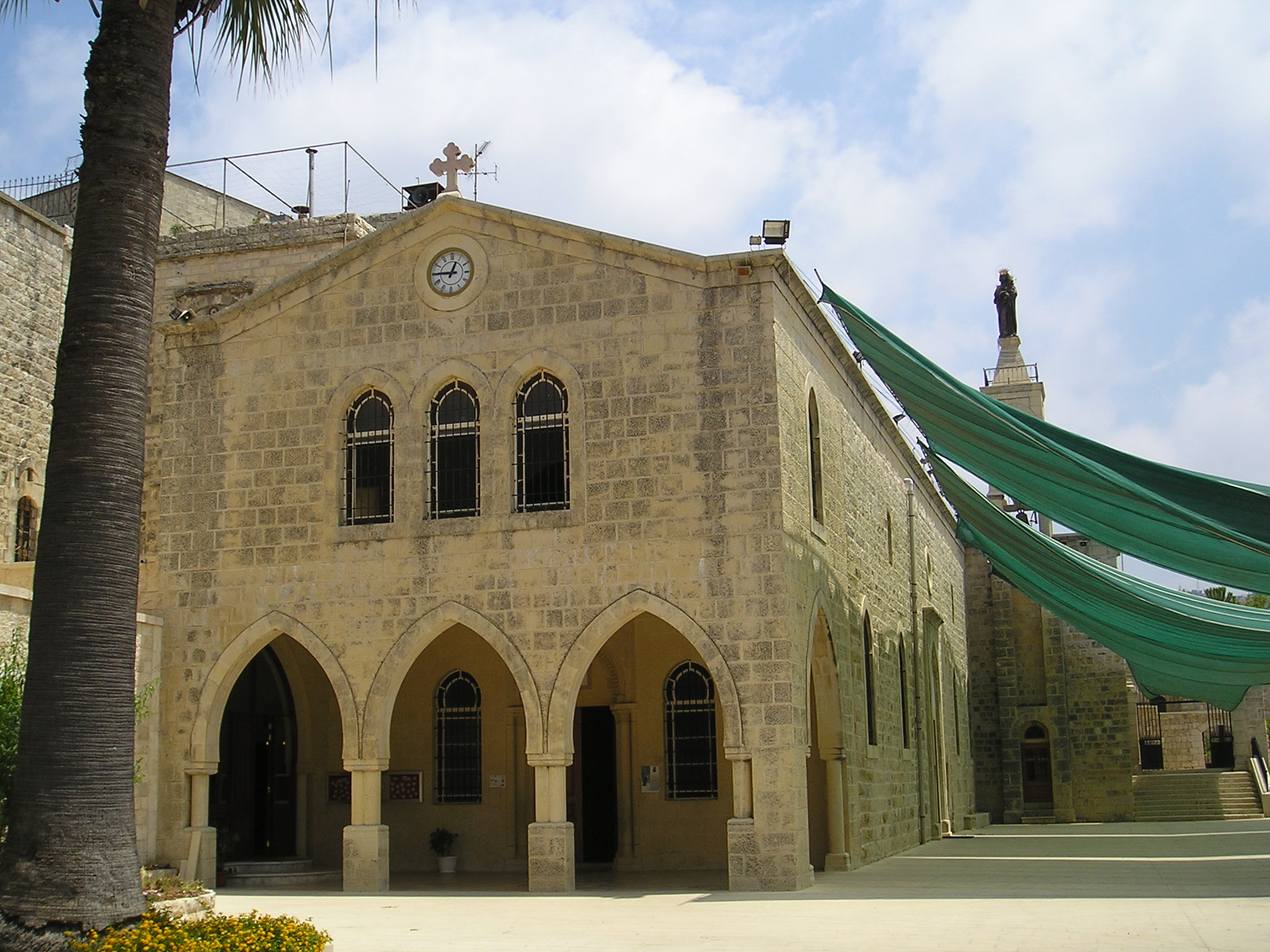
레바논의 데이르 일 콰마르에 있는 사이데트 에트 탈레(Saidet et Tallé).

마론 교회의 수장은 마론 교회 안티오키아 총대주교로, 마론 교회의 주교들에 의해 선출되고 현재 베이루트 북부인 브케르케에 거주한다 (여름 몇 달 동안에는 북부 지역의 도시 디아네에 머문다). 최근(2011년-) 총대주교는 마르 베차라 부트로스 알라히이다. 새로운 총대주교가 선출되어 임명될 때, 임명자는 교황으로부터 영성체를 요청하고, 이에 따라 가톨릭 교회와의 교우를 유지한다. 총대주교들은 또한 추기경-주교 지위 체계에서 추기경의 지위에 해당할 수도 있다. 이들은 다른 가톨릭교회들과 동일한 교리를 공유하지만, 마론 교회는 자신들만의 전례와 체계를 유지하고 있다. 엄밀히 말하자면, 마론 교회는 안티오키아 전례에 속함과 동시에 서방 시리아-안티오키아 전례이며, 시리아어를 라틴어 대신 전례 언어로 쓴다. 그럼에도, 시로말라바르 교회에서는 이들은 라틴 교회화가 대부분 이뤄진 동방 가톨릭교회 중에 속한다고 여겨진다.
마론 가톨릭교회 본부는 브케르케(Bkerké)이다. 레바논의 수도원들은 마론 교회와 정교회 양측에서 운영하고 있다. 데이르 엘 하르프의 성 게오르기우스 수도원, 두마의 세례자 요한 수도원 모두 5세기로 그 기원이 올라간다. 트리폴리의 발라만드 수도원은 아주 저명한 동방정교의 수도원으로 신학교와 대학교를 갖추고 있다.

## 레바논인의 기독교 종파

### 마론 가톨릭교회

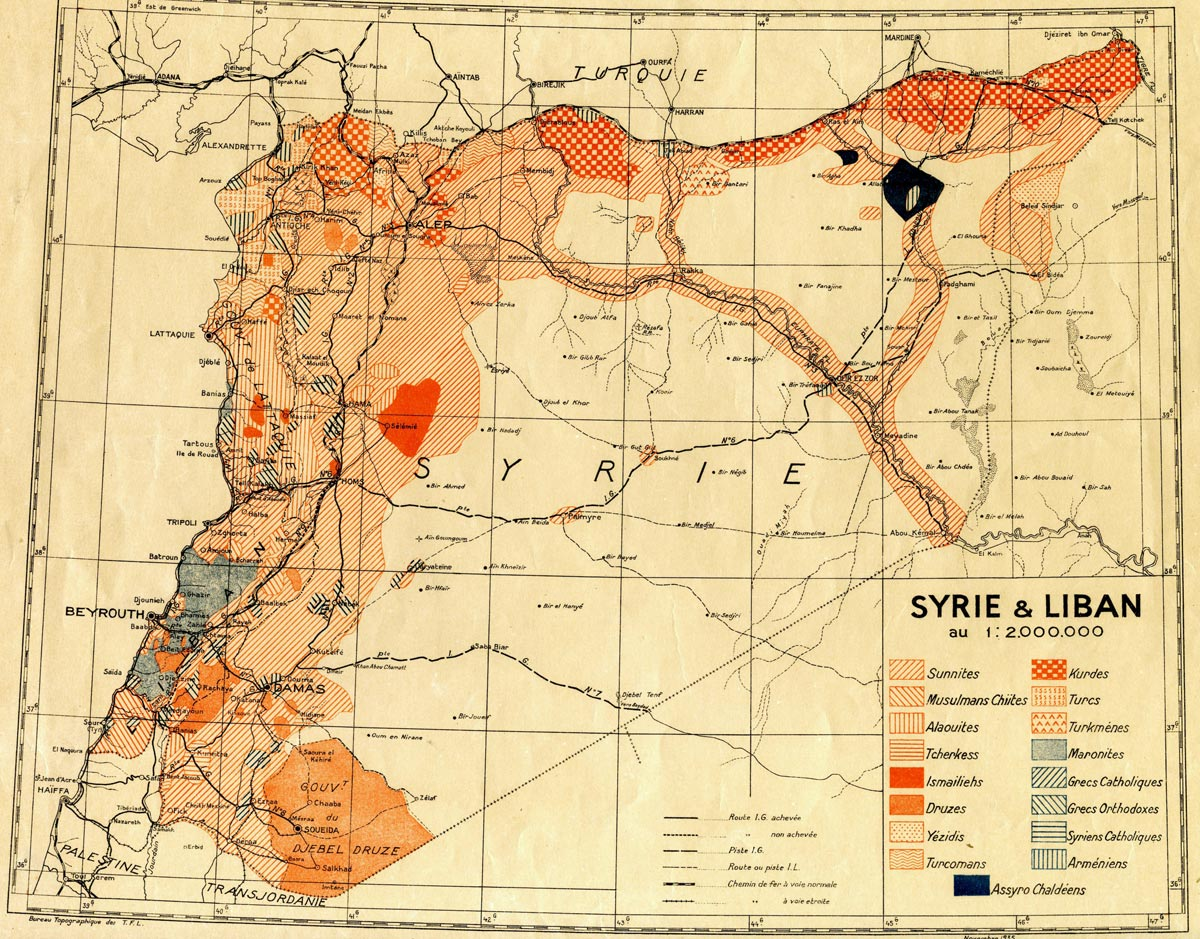
시리아와 레바논의 종교 및 민족 공동체 지도 (1935년)

레바논의 마론 교회인들은 레바논 인구 중에 21%를 차지하며 레바논인 중 가장 큰 기독교 교파이다.
마론 교회의 가톨릭교회와의 완전한 상통관계는 레바논산에서 고립된 지 몇 백 년 만인 1182년이 재확립되었다. 관계 확립의 요건에 따라, 이들은 자신들의 전례와 교회법을 유지하고 전례에서 고대 시리아어 문자로 된 카르슈니 문체와 더불어 아랍어와 아람어를 사용하였다. 이들의 기원은 불분명하다. 한 견해에서는 이들의 기원을 서기 7세기 안티오키아의 요한 마론 때로 보고, 또 다른 견해는 많은 이들이 마론 교회의 진정한 기원으로 여기는 4세기 말과 5세 초의 수도사인 성 마론을 기원으로 추정한다. 시리아어로 마론 또는 마룬은 '작은 주(主)'를 뜻한다.
7세기 말에, 마론 교회가 수용한 교리를 이교적인 관점으로 본 다른 기독교인들의 박해의 결과로, 마론 교도들은 해안 지역을 떠나 레바논과 시리아의 산악 지대로 물러났다. 오스만 시대 (1516년–1914년) 기간, 이들은 이 산악 지역에서 고립되고 상대적으로 독립적인 상태를 유지하였다. 1857년과 1858년에, 마론 교회인들은 대지주 가문들에 봉기를 일으켰다. 이 봉기가 벌어지고 나서 토지 소유권, 정치적 권력, 다른 영토 내 지역 공동체의 안전한 통행 등을 두고 마론파와 드루즈교 간의 추가적인 분쟁이 이어졌다. 이 분쟁은 1860년 프랑스가 이 지역으로 군대 파견을 하게끔 했다. 이들의 다툼은 프랑스의 위임 통치 및 모든 레바논의 교파들이 정치 대표권을 얻게 된 정치적 방식 확립되고 나서야 나서야 그 추세가 줄어들었다. 마론 교회의 의례는 안티오키아 및 동방 대주교의 지시와 관리에 있다. 주교들은 보통은 로마의 마론 대학 졸업생들로 된 교회 시노드에 의해 선출된다.
베이루트 대교구 외에도, 알레포, 다마스쿠스, 유바일알바트룬(Jubayl-Al Batrun), 키프로스, 바알베크, 트리폴리, 티레, 시돈, 카이로 등 9개 대구교구와 교구로 이뤄져 있다. 아르헨티나, 브라질, 베네수엘라, 미국, 캐나다, 멕시코, 코트디부아르, 세네갈 등지에 독립 교구들도 있다. 레바논에는 소규모 신학 대학 네 곳 (알바트룬, 가지르, 아인사다, 트라블루스) 및 마론 수도원이 운영하는 알카슬리크의 성령 대학교의 신학 학부 등이 있다. 총대주교는 주교들로 된 시노드가 비밀스러운 의식 속에서 선출하여 교황에 의해 승인된다.
마론 교회의 지도자들은 마론 교회를 '레바논 국가의 토대'라고 여긴다. 마론 교도들은 레바논의 정치 체제와 밀접한 관계에 있다. 레바논 내전 이전에 교회 지도자 무리들은 주요 정치 직위들에서 높은 비율을 차지하고 있었다고 추측된다. 하지만, 그 직위들은 타이프 협약의 이론 상 권력의 균형으로 인해 변화하였다.

### 동방 정교회

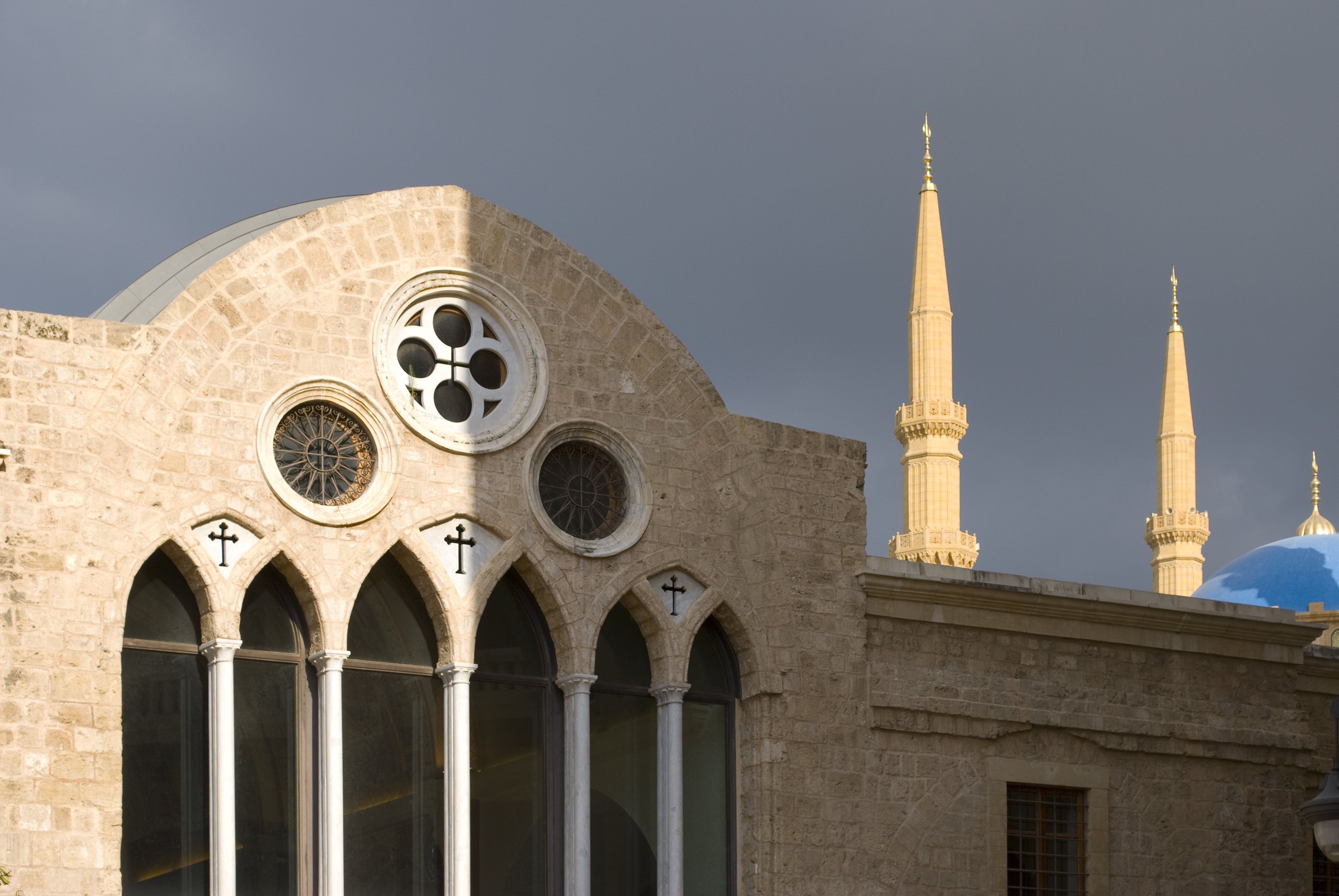
베이루트 시내에 있는 성 게오르기우스 동방 정교회 대성당

레바논의 동방 정교도는 레바논 인구 중에 8%를 차지하며 레바논인 중 두 번째로 큰 기독교 교파이다.
안티오키아 그리스 정교회는 비잔틴 전례를 사용하는 사실상의 독립적인 교회들의 집단이자 레바논의 기독교 내에서 두 번째로 큰 기독교 교파인  동방 정교회에 속한다. 옛부터, 동방 정교회들은 로마를 포함한 로마 제국의 최초의 다섯 개 주요 교구(펜타르키) 중 동방 총대주교구 네 곳 (예루살렘, 안티오키아, 알렉산드리아, 콘스탄티노플)에서 생겼다. 그리고 1054년에 동서 교회의 분열이 일어났다. 이때부터, 동방 교회들은 로마 총대주교(가톨릭교회)의 보편적 우위에 대한 주장들을 지속적으로 거부해오고 있고 교황 무류성에 대한 개념도 거부하였다. 교리적으로도, 동방과 서방 교회 간 문제에 주요 초점은 성령의 발현이고 의례와 계율 상의 차이가 있다.
동방 정교회 기독교인들은 자유 보유권자들이 여럿 있고, 이들의 지역 사회는 다른 기독교 종파들보다 대지주들의 영향을 덜 받는다. 오늘날 레바논에서, 동방 정교도들은 점차 도시화가 이뤄지고 있고, 베이루트와 다른 도시들에서 상업 및 전문직의 대부분을 이루고 있다. 다수 교인들이 남동쪽 (나바티예주/베카주)와 트리폴리 인근 북부주에서 발견된다. 이들은 고등 교육을 받은 자들이고 경제에 조예가 깊다. 정교회는 보통 레바논 기독교인들과 아랍 국가 간의 다리 역할을 하는데, 아랍권의 여러 지역들에 정교회가 존재하기 때문이다. 정교회도는 전체 인구의 8%를 이룬다.

### 멜키트 가톨릭교회
레바논의 멜키트 그리스 가톨릭교도는 레바논 인구의 5%를 차지하며 레바논 내 기독교 중 세 번째로 큰 교파이다.
그리스 가톨릭교도는 논쟁의 안티오키아 총대주교 선출을 두고 그리스 정교회에서 떨어져 나온 1724년에 별도의 집단으로 출현했다. 선출된 자가 몹시나 '친로마'적이었고 규모가 훨씬 컸던 또 다른 세력에서 콘스탄티노플의 정교회 총대주교의 지원을 받은 경쟁자를 총대주교로 선출했다 (안티오키아 주교좌는 1054년에 일어났던 동방과 서방의 분열을 무시했었고 1074년 당시에 교회법 상으로 두 집단에 모두 속했다). 멜키트 가톨릭교회는 성좌가 정의한 가톨릭의 교리들을 완전히 받아들이고 있으면서도, 일반적으로 그리스 정교회에 유사한 상태를 유지하고 있으며, 마론파가 지닌 것 이상의 고대의 전례와 관습들을 더 많이 남아 있다. 이들은 아랍어와 그리스어를 전례어로 쓰고 비잔틴 전례를 따르고 있다.
멜키트 가톨릭교회의 최고위 직위는 1930년 이래로 안티오키아 총대주교로 베이루트에서 남동쪽 대략 24 킬로미터 거리에 있는 아인트라즈(Ayn Traz)에 머문다. 총대주교는 시노드의 주교들에 의해 선출되어 로마 교황의 승인을 받으며, 교황은 완전한 상통관계에 대한 인정으로 팔리움(대주교들이 착용하는 하얀색 양모로 된 띠)를 보낸다. 그리스 정교회처럼 그리스 가톨릭교회는 이콘은 갖고 있으나 성상은 없다.
멜키트 그리스 가톨릭교도는 여러 마을들에 퍼진 채 주로 레바논 중부와 동부 지역에 거주한다. 멜키트 가톨릭교인들은 베이루트, 자흘라, 그리고 시돈의 교외 지역에 집중되어 있다. 이들은 다른 교파들보다 상대적으로 높은 교육 수준을 갖고 있다. 아랍적 유산을 자랑스럽게 여기는 멜키트 그리스교인들은 아랍권에 대한 개방성 및 서방과의 일체감 사이의 균형을 이룰 수 있었다.

### 개신교
레바논의 개신교도는 레바논 인구의 1%를 구성하며 레바논 내 네 번째로 큰 기독교 집단이다.
대부분의 레바논 개신교도들은 19세기와 20세기에 주로 영국인들과 미국인 선교사들에 의해 개종했던 이들이다. 이들은 장로교, 회중교, 성공회 등 많은 교파들로 나뉜다. 이들은 전문직 중산층에서 비율이 안맞게 높은 비율을 차지한다고 일부에서 여겨진다. 레바논 인구 중에 거의 1% (대략 40,000명)를 이루고 주로 베이루트 (대베이루트)에 거주한다.

### 침례교
레바논 침례 복음회가 여러 교회들을 주도로 1955년에 설립되었다.

## 소수 민족 집단 내 기독교 교파

### 아르메니아 정교회 또는 사도교회
레바논의 아르메니아인들은 대부분은 제1차 세계대전 기간 아르메니아 대학살 기간 그리고 그 이후에 터키에서 온 피난민들의 후손들이다.
사도교회는 3세기에 만들어졌고 4세기에 국교로서 독립 교회가 되었다. 6세기에, 사도교회는 예수의 한 육체 안에 두 개의 속성이 있음을 정의한 451년 칼케돈 공의회의 규범들을 수정했다. 대신에, 사도교회는 콥트교와 시리아 정교회(오리엔트 정교회)에서 공유하는, 그리스도의 신성과 인성이 합쳐져 있다고 믿는 합성론의 형태를 받아들였다. 아르메니아 정교회는 가톨리코스 두 개(Sis, 에치미아진 대성당)와 총대주교구 두 곳 (콘스탄티노플, 예루살렘)이 있다.
레바논의 아르메니아인들은 대부분 안자르와 더불어 베이루트와 베이루트의 북부 교외에 거주한다. 내전 기간에, 아르메니아의 주요 입장은 이슬람교도들과 기독교도 어느 누구의 편도 들지말자였고 교전에서 대부분을 벗어났다. 레바논의 가장 큰 아르메니아 공동체는 부르즈함무드에서 발견된다.

### 아르메니아 가톨릭교회
레바논의 아르메니아인들 중에는 아르메니아 가톨릭교회에 속한 이들이 있다. 이들은 또한 T제1차 세계대전 기간 아르메니아 대학살 기간 그리고 그 이후에 터키에서 온 피난민들의 후손들이다.

### 라틴 가톨릭교회
레바논의 라틴 가톨릭교회는 부분적으로 프랑스인이나 이탈리아인 후손들로 이뤄진 소규모 라틴 가톨릭교도로 주로 이뤄져 있다.

### 아시리아 동방교회
레바논의 아시리아인들은 아시리아 집단학살로 인해 제1차 세계대전 기간과 종전 뒤에 터키 남동쪽에 있는 고향땅에서 도망쳐온 피난민들이었다. 심지어 오늘날도에도, 이라크의 계속되는 불안 사태 때문에 이라크 북부에서 시리아, 레바논 또는 요르단으로 피난을 이어나가고 있다.
아시리아 동방교회의 레바논과 시리아 대교구좌는 레바논 베이루트에 있는 사드 엘 부체리에의 마르 게와리기스 교회를 근거로 한다. 레바논과 시리아 대주교인 마르 나르사이 드바즈가 최근 사망하고 나서, 레바논 내 교회와 관련된 모든 일을 물려받은 오스트레일리아와 뉴질랜드 대주교의 마르 밀리스 자이아가 일시적으로 교구를 맡았다. 유럽의 주교 그리고 시리아의 주교 등 최근의 주교들은 새로운 총대주교가 임명될 때까지 각자의 교구를 관장하고 있다.

### 시리아 가톨릭교회
시리아 가톨릭교회의 교인들 역시도 아시리아/시리아 집단학살로 인해 제1차 세계대전 기간 그리고 종전 이후 터키 남동쪽(오늘날 마르딘)에서 도망쳐 온 피난민들이었다. 심지어 오늘날도에도, 이라크의 계속되는 불안 사태 때문에 이라크 북부에서 시리아, 레바논 또는 요르단으로 피난을 이어나가고 있다.

### 시리아 정교회
시리아 정교회의 교도들 또한 아시리아/시리아 집단학살로 인해 제1차 세계대전 기간 그리고 종전 이후 터키 남동쪽(오늘날 마르딘)에서 도망쳐 온 피난민들이었다. 심지어 오늘날도에도, 이라크의 계속되는 불안 사태 때문에 이라크 북부에서 시리아, 레바논 또는 요르단으로 피난을 이어나가고 있다.
레바논 영토 내에 시리아 정교회 소속 일부 대교구좌와 교주좌가 존재한다. 시리아 정교회는 성 야고보 성찬예배를 따르고 과거에 터키의 마르딘에 총대주교좌를 갖췄다가 현재 시리아의 다마스쿠스를 총대주교좌로 두고 있는 시리아 정교회 안티오키아 총대주교 하의 독립적 체계를 갖추고 있다.

### 칼데아 가톨릭교회
칼데아 가톨릭교회인들 또한 아시리아/시리아 집단학살로 인해 제1차 세계대전 기간 그리고 종전 이후 터키 남동쪽(오늘날 마르딘)에서 도망쳐 온 피난민들이었다. 심지어 오늘날도에도, 이라크의 계속되는 불안 사태 때문에 이라크 북부에서 시리아, 레바논 또는 요르단으로 피난을 이어나가고 있다.
칼데아 가톨릭교회 베이루트 대교구는 레바논 내 칼데아 가톨릭교회의 유일한 교구이고 이라크 바그다드에 있는 칼데아 가톨릭교회 바빌론 대주교의 관할 하에 있다.

### 콥트 정교회
레바논의 콥트인들은 고향 땅인 이집트, 리비아, 수단에서 온 이민자들이나 난민들이었다.
전승에 의하면, 알렉산드리아 콥트 정교회는 1세기 중엽 (대략 서기 42년) 사도이자 복음사가인 성 마르코가 설립했다고 한다. 레바논 내 콥트인들은 3,000명–4,000명 정도로 추정되고, 콥트 정교회는 레바논 헌법에서 공인한 18개 종교 종파 중 하나이다.

## 각주

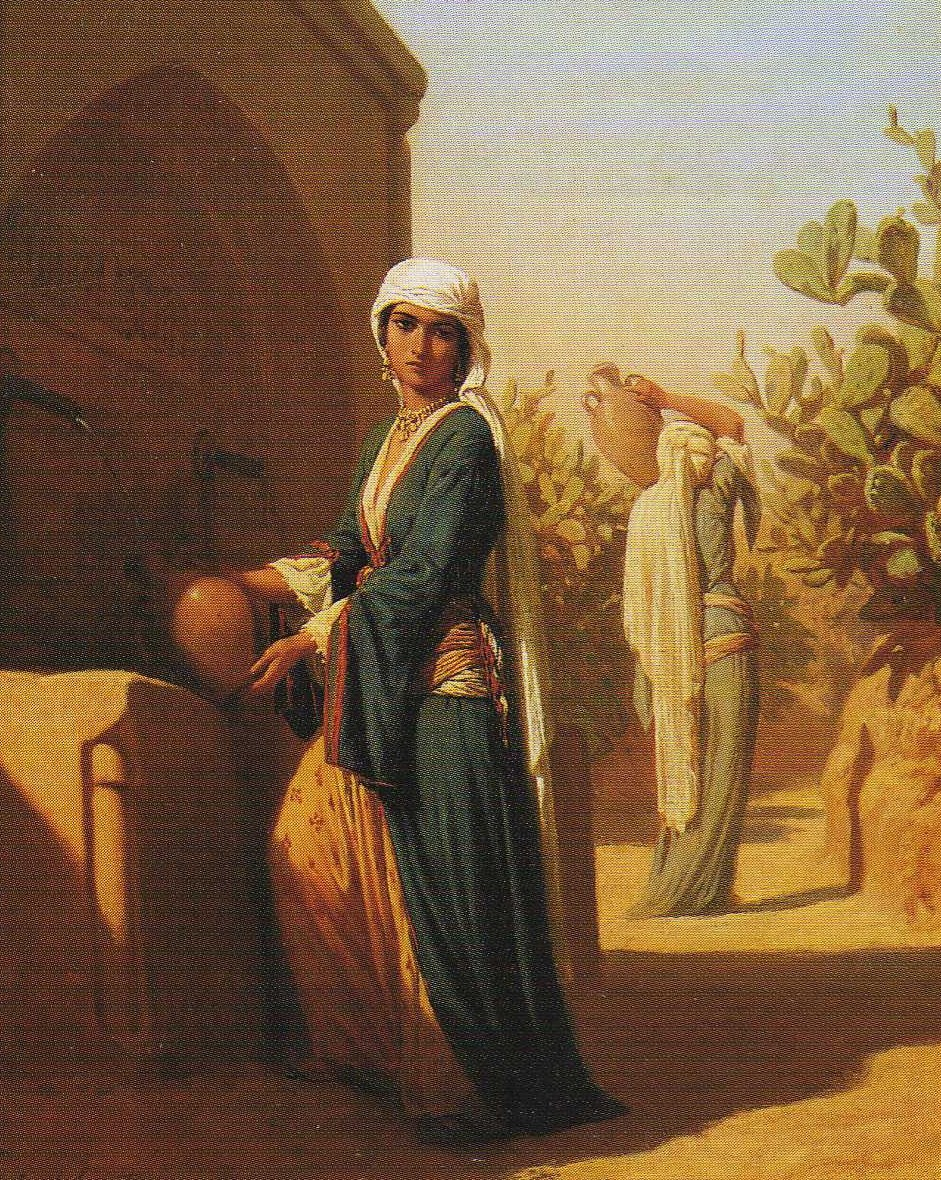
분수에 있는 마론교회 여신자 (에밀 베르네르콩트의 1863년작)

## 같이 보기
- 레바논의 성당 목록
- 레바논의 마론교도
- 레바논의 동방 정교도
- 레바논의 멜키트 가톨릭교도
- 레바논의 개신교도
- 중동의 기독교
- 레바논의 세속주의
- 레바논의 종교
- 레바논의 이슬람교

## 참조
1. ↑  예수님께서 그곳을 떠나 티로 지역으로 가셨다. 그리고 어떤 집으로 들어가셨는데, 아무에게도 알려지기를 원하지 않으셨으나 결국 숨어 계실 수가 없었다. 더러운 영이 들린 딸을 둔 어떤 부인이 곧바로 예수님의 소문을 듣고 와서, 그분 발 앞에 엎드렸다. 그 부인은 이교도로서 시리아 페니키아 출신이었는데, 자기 딸에게서 마귀를 쫓아내 주십사고 그분께 청하였다. (마르코의 복음서 7장 24절–26절)